# Sofía Behrs
Sofía Andréievna Tolstaya (nacida como Sofía Behrs, en ruso: Со́фья Андре́евна Толста́я, también conocida como Sofia Tolstói, Pokróvskoie-Stréshnevo, Gobernación de Moscú, 22 de agosto de 1844 - Yásnaia Poliana, Gobernación de Tula, 4 de noviembre de 1919) fue una escritora, copista y fotógrafa rusa, esposa y editora del novelista y pensador León Tolstói. Madre de sus trece hijos y copiadora de su obra.

## Biografía
Sofía era una de las tres hijas de Liubov Aleksándrovna Islávina (1826-1886) y del médico Andréi Evstáfievich Behrs (1808-1868), facultativo de la corte imperial rusa y de lejana ascendencia prusiana. Conoció al escritor, ya famoso por la novela corta Los cosacos, en 1862, con 18 años. Lev Nikoláievich Tolstói era 16 años mayor que ella. El 16 de septiembre de 1862, la pareja se comprometió y una semana más tarde se casaron. La víspera de su noche de bodas Lev le dio a leer sus diarios íntimos en los que se describían sus experiencias sexuales, escena que posteriormente recogió el escritor en Anna Karénina entre los personajes de Kitty y Konstantín Lyovin. El diario incluía el hecho de que Lev Tolstói era padre de un niño fruto de una relación con una sierva que residía en sus dominios de Yásnaya Poliana.
Tuvieron 13 hijos aunque solo 8 llegaron a la edad adulta. Sofía Tolstaya trató de convencer a su marido del uso de métodos anticonceptivos, pero él siempre se negó.
Tolstaya se ocupó de la promoción y finanzas de su esposo y copió siete veces el manuscrito de Guerra y paz.
En 1887, Tolstaya se interesó en el naciente arte de la fotografía tomando más de 1,000 placas de su esposo y la Rusia zarista.

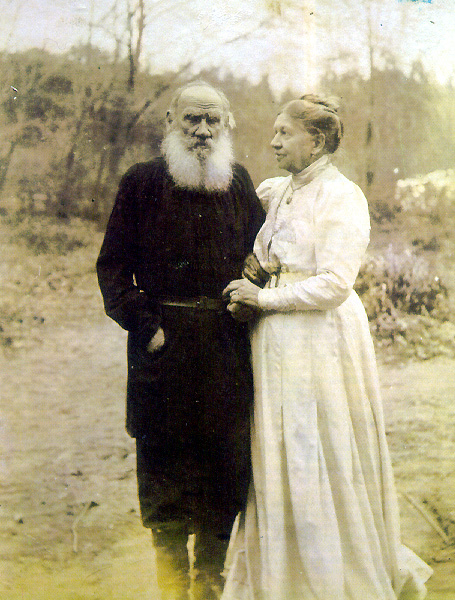
El matrimonio Tolstói. 1910

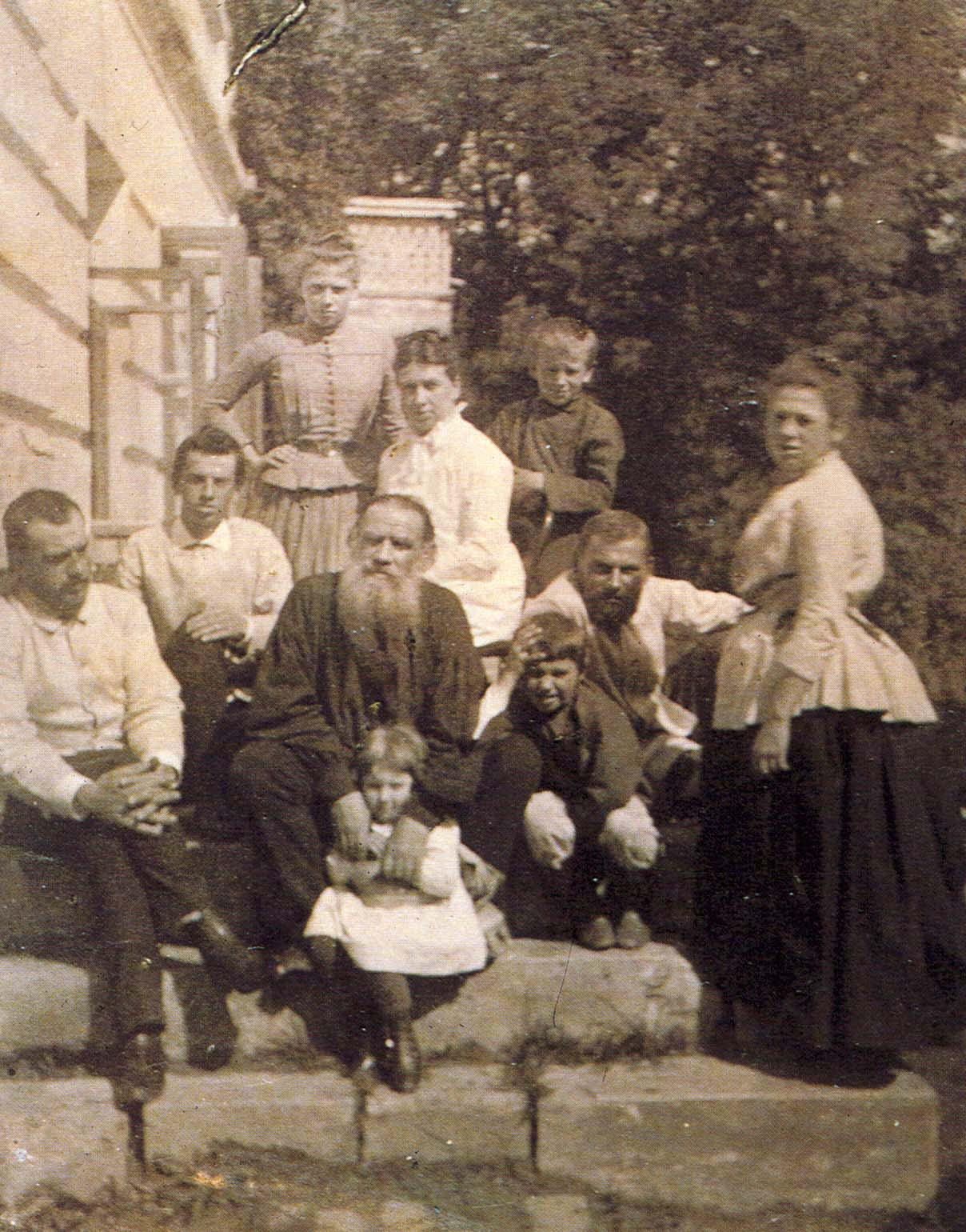
El matrimonio Tolstói con su familia. 1887

Fue diarista y documentó la vida de Tolstói, fueron publicados en 1980
Los últimos años del matrimonio fueron tormentosos, especialmente después del deseo del escritor de donar todos sus bienes y derechos a la humanidad en vez de a su familia. A los 82 años, Tolstói dejó abruptamente a Sofía en 1910 con su doctor Duchan Makovicki, y su hija Aleksandra Tolstaya, muriendo diez días después en la estación de tren Astápovo. En 1918, la estación fue renombrada en Lev Tolstói y actualmente pertenece a la óblast de Lípetsk.
A la muerte de su marido, continuó viviendo en la residencia Yásnaya Poliana y sobrevivió dos años la Revolución Rusa en relativa tranquilidad.
Murió en 1919 a los 75 años.

## En cine
- La última estación, largometraje ruso-alemán de 2009 describiendo los últimos días de la pareja con Helen Mirren como Sofía Behrs Tolstaya.

## Libros
- Autobiography of Sophie Andreevna Tolstoi online
- My Life – at University of Ottawa Press
- ¿De quién es la culpa?  (Чья вина?). Traducción de Marta Rebón. Xordica, 2019.